# Iveta Luzumová
Iveta Luzumová (n. 3 aprilie 1989, în Písek) este o handbalistă din Cehia care joacă pentru Thüringer HC și echipa națională a Cehiei. Luzumová evoluează pe postul de coordonator de joc.

## Biografie
Începând din 1997, Iveta Luzumová a jucat la Sokol Pisek, clubul din orașul său natal, pornind de la categoria junioare și până la echipa de senioare. Cu Sokol, ea a evoluat în sezoanele 2009/10, 2010/11 și 2011/12 în Cupa Challenge. În sezonul 2012/13, Luzumová s-a transferat la echipa din prima ligă franceză Mios Biganos. În vara lui 2013, ea s-a mutat în Bundesliga germană, la Thüringer HC, cu care, în 2014, a câștigat campionatul Germaniei.
Luzumová este componentă a echipei naționale de senioare a Cehiei, alături de care a jucat în 55 de meciuri în care a înscris 195 de goluri. Ea a participat la Campionatul European din 2012 și la Campionatul Mondial din 2013, ambele desfășurate în Serbia. Cu 30 de goluri înscrise, din care 13 din aruncări de la 7 metri, Iveta Luzumová a fost cea mai bună marcatoare a țării sale de la Campionatul Mondial.

## Palmares
- Campionatul Germaniei:
  -  Câștigătoare: 2014